# Ratusz w Obrzycku
Ratusz w Obrzycku – zabytkowy barokowy ratusz zlokalizowany w centrum Obrzycka.

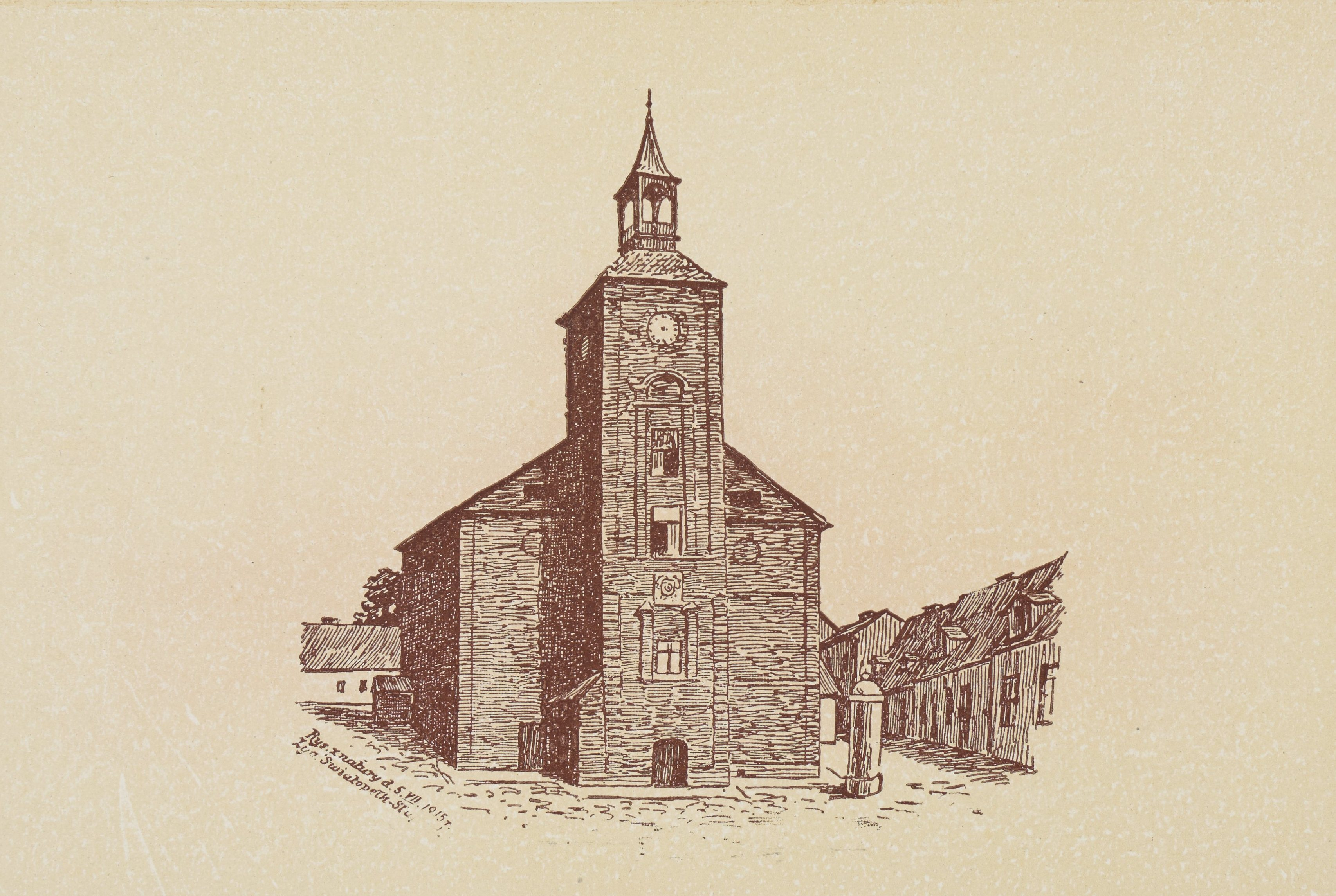
Widok ratusza przed 1917

Ratusz został wybudowany w połowie XVII w., w centralnej części rynku. Wzmianka o jego istnieniu znajduje się w inwentaryzacji miasta przeprowadzonej w 1757, która mówi o ratuszu krytym gontem i położonym na rynku. W XIX w. budynek został przebudowany i przekształcony na spichlerz. Do roku 1962 został przywrócony do stanu oryginalnego.
Murowany ratusz, zdobiony boniowaniem na narożnikach, jest pokryty dwuspadowym dachem. Od strony zachodniej z ryzalitu wyrasta wieżyczka z herbem Nałęczów-Raczyńskich i mottem Vitam impendere vero w kartuszu. Wieżyczkę kryje czterospadowy dach z iglicą. Zachowała się część oryginalnego wystroju wnętrz ze sklepieniami kolebkowo-krzyżowymi. Piętra rozdziela na elewacji gzyms kordonowy. Po rekonstrukcji pozostawiono południowe okno z renesansowym obramowaniem z 1527, przywiezionym w 1843 z klasztoru w Batalha w Portugalii przez znawcę sztuki, hrabiego Atanazego Raczyńskiego. 
W budynku urzędują władze lokalne.